# فرانشيسكا بوخ
فرانشيسكا بوخ (بالألمانية: Franziska Buch)‏ هي كاتبة سيناريو ومخرجة ألمانية، ولدت في 15 نوفمبر 1960 في شتوتغارت في ألمانيا.

## وصلات خارجية
- فرانشيسكا بوخ على موقع IMDb (الإنجليزية)
- فرانشيسكا بوخ على موقع ألو سيني (الفرنسية)
- فرانشيسكا بوخ على موقع أول موفي (الإنجليزية)
- فرانشيسكا بوخ على موقع قاعدة بيانات الأفلام السويدية (السويدية)
- فرانشيسكا بوخ على موقع قاعدة بيانات الفيلم (الإنجليزية)
- فرانشيسكا بوخ على موقع كينوبويسك (الروسية)